# Scheinfeld

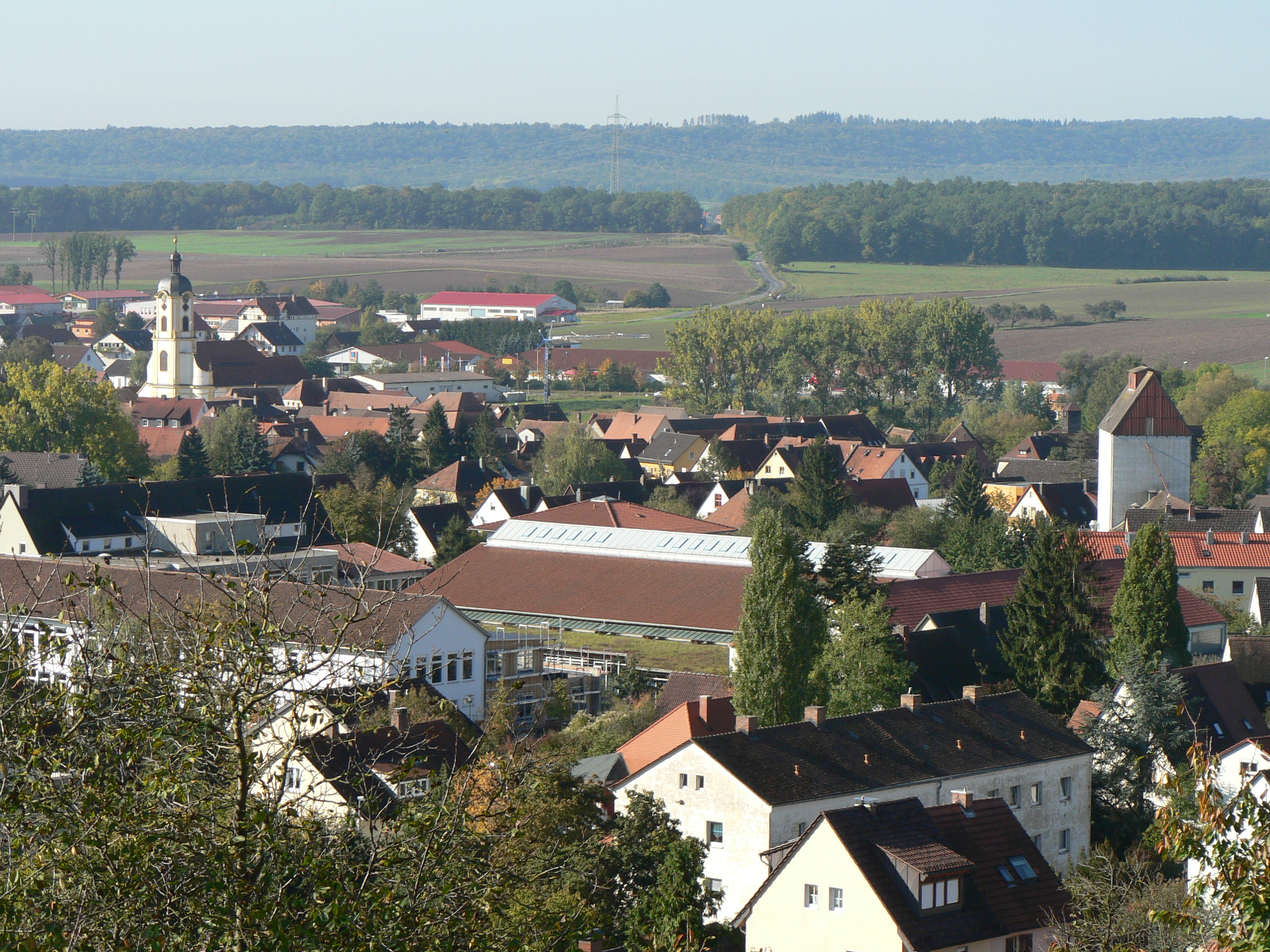
Scheinfeld, vedere de la castel

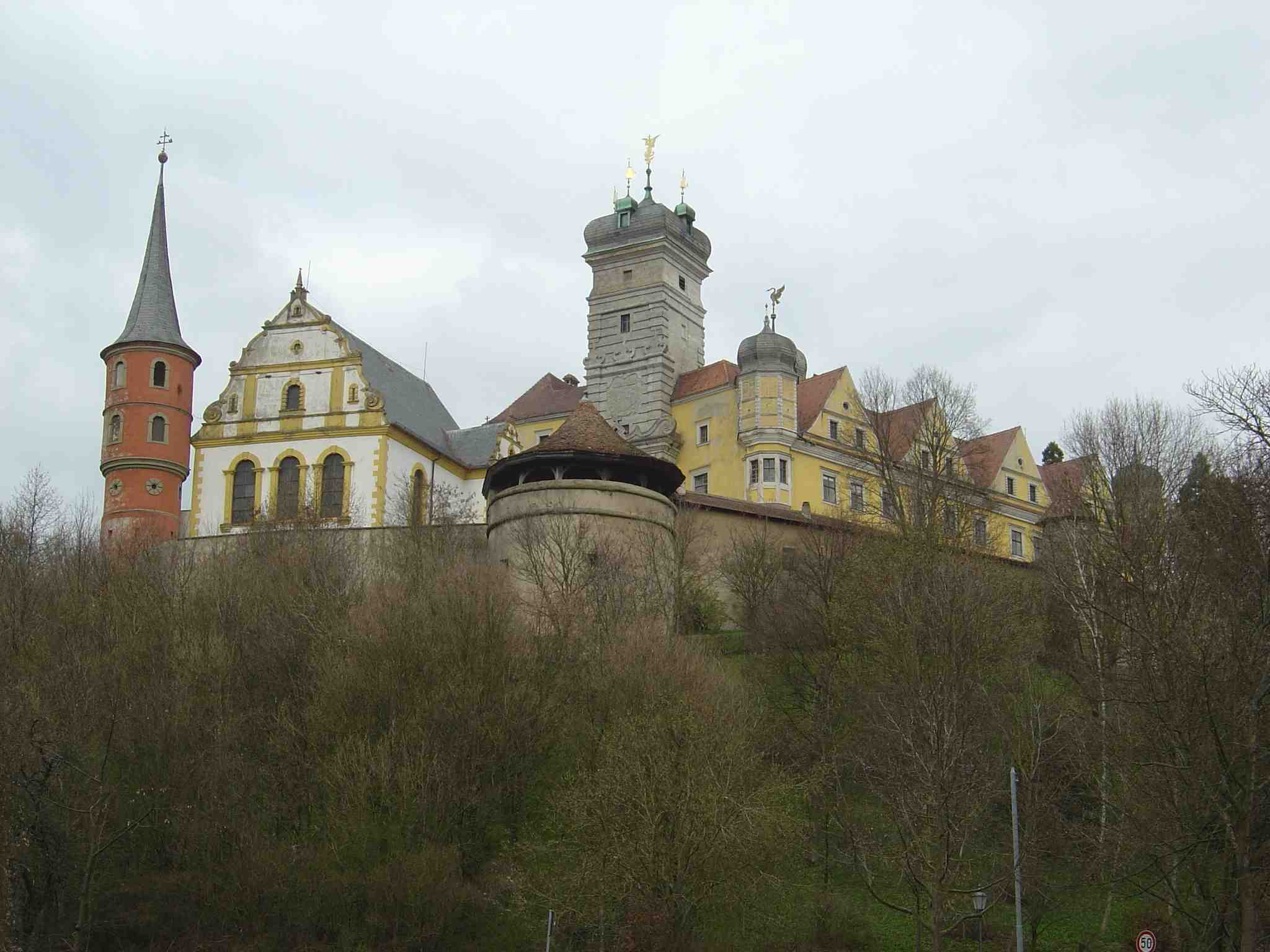
Castelul Casei de Schwarzenberg

Scheinfeld este un oraș din Franconia Mijlocie, landul Bavaria, Germania.